# Chloé Lopes Gomes
Chloé Lopes Gomes (Niza, 1991) es una bailarina de ballet francesa conocida por ser la primera bailarina birracial de ascendencia africana subsahariana en el Staatsballett de Berlín.

## Trayectoria
Lopes Gomes nació en la ciudad francesa de Niza, hija de madre franco-argelina y padre caboverdiano. Es mestiza.
Lopes Gomes empezó a estudiar danza en el Conservatorio de Niza. Más tarde se formó en la Escuela Nacional Superior de Danza de Marsella y en la Academia de Ballet Bolshoi de Rusia. Ha actuado en la Ópera de Niza (Francia), el New English Ballet Theater y el Béjart Ballet de Lausana (Suiza).
Lopes Gomes se unió al Staatsballett Berlín en 2018, y se convirtió en su primera bailarina de ballet negra. En 2020, el contrato de Lopes Gomes no fue renovado y abandonó el Staatsballett Berlin. Más tarde, Lopes Gomes denunció que había sido discriminada por su raza y obligada a llevar maquillaje blanqueador para actuar en el Staatsballett de Berlín. El Staatsballett de Berlín llevó a cabo una investigación sobre las denuncias, posteriormente entregó 16.000 euros a Lopes Gomes y renovó su contrato en un acuerdo extrajudicial.

## Reconocimientos
En 2021, Lopes Gomes fue nombrada en la lista de las 100 mujeres de la BBC.